# Neurobasis ianthinipennis
Neurobasis ianthinipennis är en trollsländeart som beskrevs av Maurits Anne Lieftinck 1949. Neurobasis ianthinipennis ingår i släktet Neurobasis och familjen jungfrusländor. Inga underarter finns listade i Catalogue of Life.